# Hollstadt

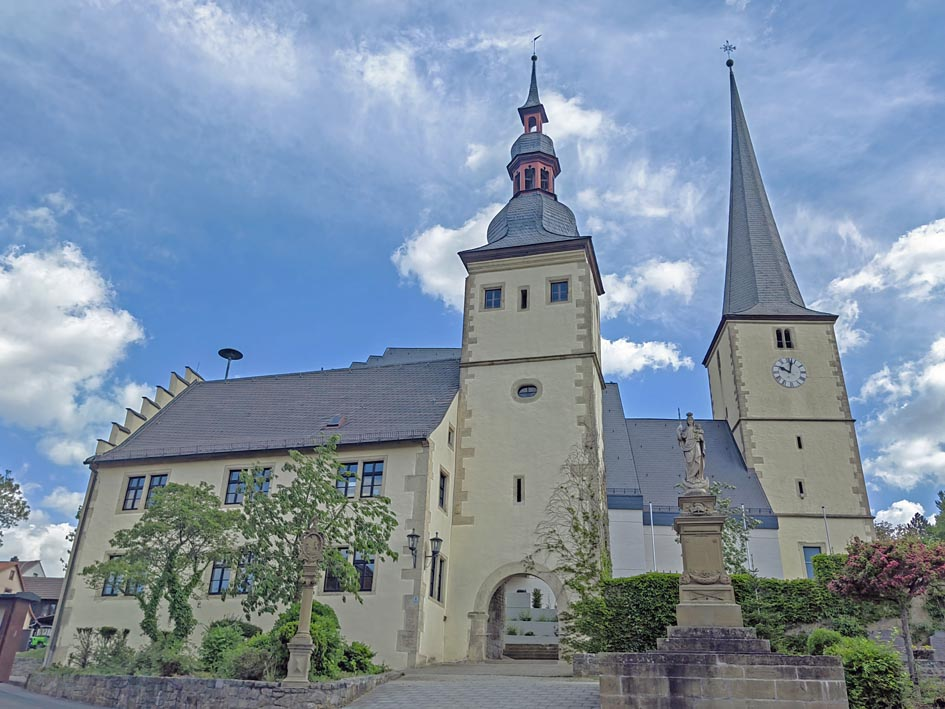
Altes Rathaus und Pfarrkirche St. Jacobus

Hollstadt ist eine Gemeinde im unterfränkischen Landkreis Rhön-Grabfeld.

## Geografie
Hollstadt liegt in der Region Main-Rhön.

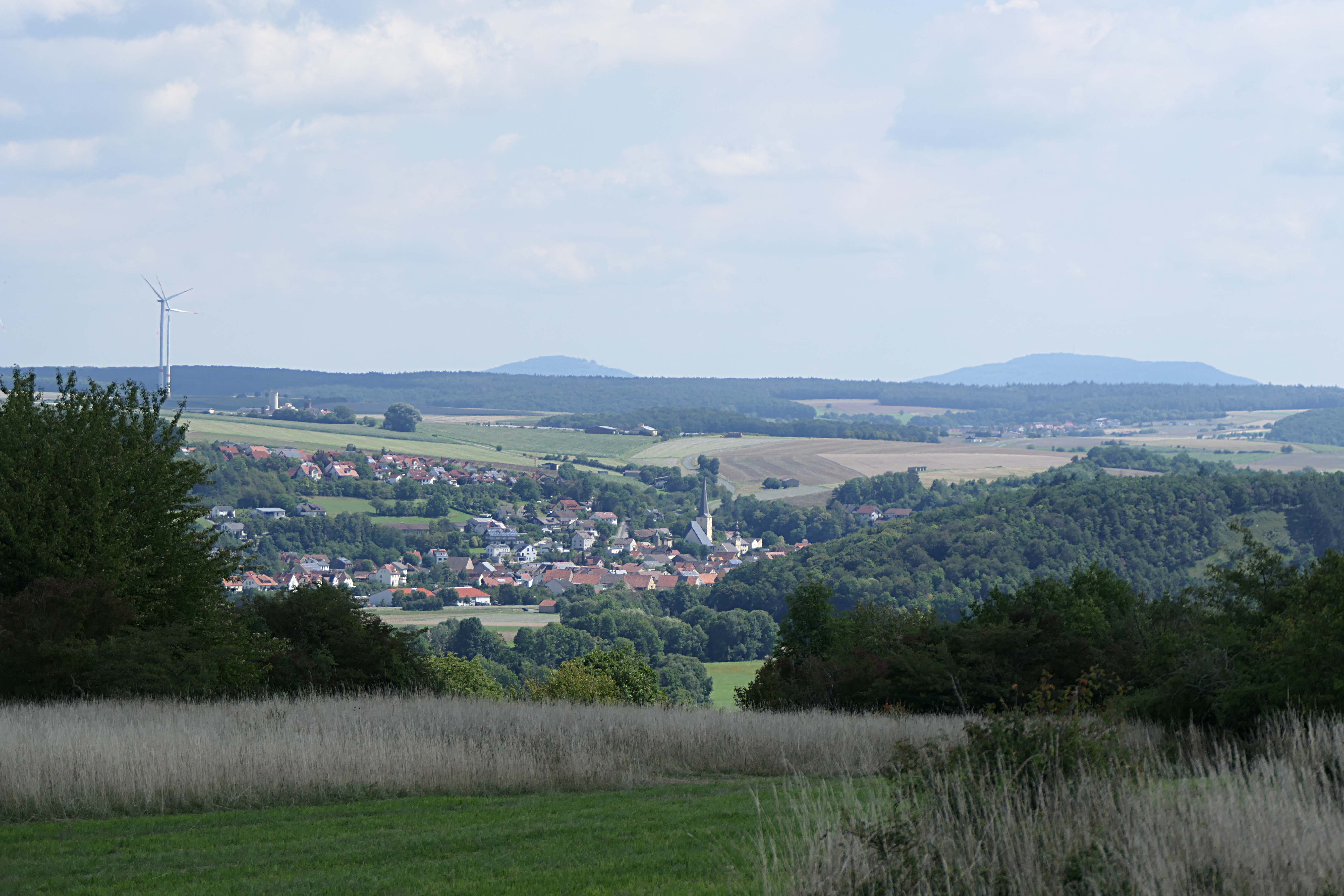
Hollstadt von Westen, im Hintergrund die Gleichberge

### Gemeindegliederung
Es gibt fünf Gemeindeteile (in Klammern ist der Siedlungstyp angegeben):
- Herrnmühle (Einöde)
- Hollstadt (Pfarrdorf)
- Junkershausen (Pfarrdorf)
- Neumühle (Einöde)
- Wargolshausen (Pfarrdorf)

## Geschichte

### Bis zur Gemeindegründung
Die erste urkundliche Erwähnung des Ortes ist umstritten und erfolgte entweder im Jahr 800 als „Uulunastat“ oder im Jahr 808 als „Holnstat“. Nach einem Privilegienbrief des Kaisers Friedrich I. Barbarossa erhielt das Zisterzienser-Kloster Bildhausen 1157 Rechte im Ort. Das Amt des Hochstifts Würzburg gehörte ab 1500 zum Fränkischen Reichskreis. Es wurde nach der Säkularisation 1803 zugunsten Bayerns 1805 Erzherzog Ferdinand von Toskana zur Bildung des Großherzogtums Würzburg überlassen und fiel mit diesem 1814 endgültig an Bayern. Im Jahr 1818 entstand die politische Gemeinde.

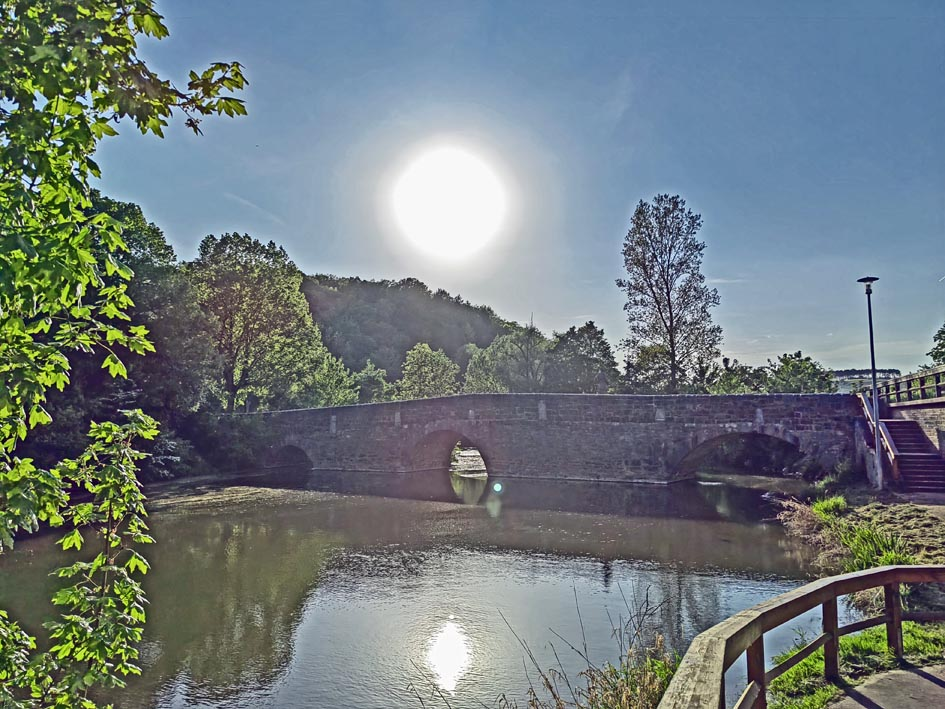
Alte Saalebrücke von Hollstadt

### Eingemeindungen
Anlässlich der Gebietsreform in Bayern wurden am 1. Januar 1978 die Gemeinden Wargolshausen und Junkershausen eingegliedert.

### Einwohnerentwicklung
- 1961: 1535 Einwohner[4]
- 1970: 1555 Einwohner[4]
- 1987: 1411 Einwohner
- 1991: 1534 Einwohner
- 1995: 1635 Einwohner
- 2000: 1655 Einwohner
- 2005: 1708 Einwohner
- 2010: 1603 Einwohner
- 2015: 1524 Einwohner

Im Zeitraum 1988 bis 2018 stieg die Einwohnerzahl von 1441 auf 1462 um 21 Einwohner bzw. um 1,5 %. 2004 hatte die Gemeinde 1705 Einwohner.
Quelle: BayLfStat

## Politik und Öffentliche Verwaltung
Die Gemeinde ist Mitglied der Verwaltungsgemeinschaft Heustreu.

### Gemeinderat
Die Gemeinderatswahl 2020 ergab folgende Stimmenanteile und Sitzverteilung:
- Christlich Soziale Union (CSU): 58,78 %, 7 Sitze
- Wählergemeinschaft Wargolshausen (WGW): 32,97 %, 4 Sitze
- Wählergemeinschaft Junkershausen (JU): 8,25 %, 1 Sitz

### Bürgermeister
Bürgermeister ist seit 1996 Georg Menninger (CSU).

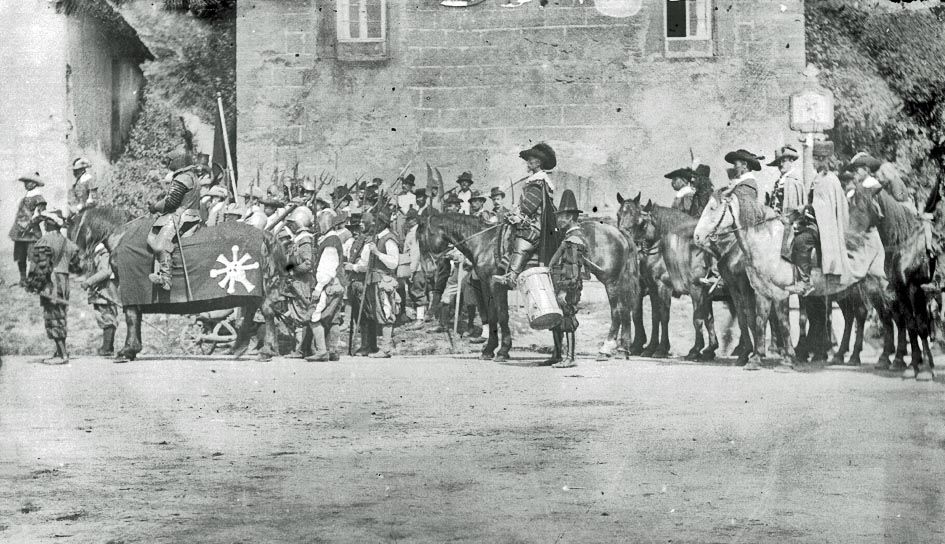
Schweden in Hollstadt, Aufnahme Anton Tretter

### Wappen
| | Blasonierung: „Geteilt von Silber und Grün, oben ein schräglinker, links gewendeter roter Abtstab, überdeckt von einem in zwei Reihen von Silber und Rot geschachten Schrägbalken, unten über einer silbernen Pflugschar zwei silberne Kartoffelblüten mit goldenen Butzen.“ |
| Wappenbegründung: Der Abtstab und der geschachte Schrägbalken, der so genannte Zisterzienserbalken, weisen darauf hin, dass im Gemeindegebiet vor allem Klöster die herrschaftlichen Rechte innehatten. Hollstadt gehörte zum Ausstattungsgut des 1156/58 gegründeten Zisterzienserklosters Bildhausen. Daneben war das Zisterzienserinnenkloster Wechterswinkel, gegründet vor 1185, seit 1285 in Hollstadt begütert. Das Zisterzienserinnenkloster Frauenroth, gestiftet von 1231 bis 1234, ist seit 1359 in Hollstadt belegt. Außerdem waren vorübergehend auch das Würzburger Kloster St. Stephan sowie die Würzburger Universität in Hollstadt begütert. Darauf weisen die Farben Silber und Rot. Sie stellen zugleich die Zugehörigkeit des Gemeindegebiets zum Territorium des Hochstifts Würzburg bis zum Ende des Alten Reichs 1803 dar. Die untere grüne Schildhälfte und die Pflugschar stehen für den landwirtschaftlichen Charakter der Gemeinde. Die zwei Kartoffelblüten weisen auf die überregional bekannte Saatkartoffelzucht im Gemeindegebiet hin. Dieses Wappen wird seit 1983 geführt. | |

### Gemeindepartnerschaften
Hollstadt ist eine Partnergemeinde von Frankenfels in Niederösterreich.

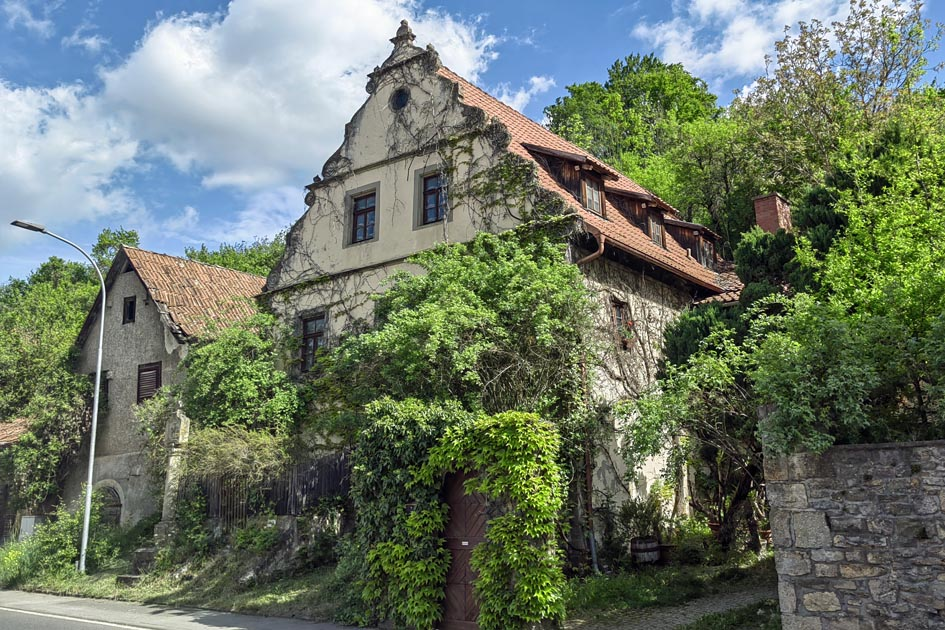
Der Bildhäuser Klosterhof aus dem 16. Jhd.

## Wirtschaft und Infrastruktur

### Wirtschaft einschließlich Land- und Forstwirtschaft
Es gab 1998 nach der amtlichen Statistik im Bereich der Land- und Forstwirtschaft vier, im produzierenden Gewerbe 91 und im Bereich Handel und Verkehr 25 sozialversicherungspflichtig Beschäftigte am Arbeitsort. In sonstigen Wirtschaftsbereichen waren am Arbeitsort 15 Personen sozialversicherungspflichtig beschäftigt. Sozialversicherungspflichtig Beschäftigte am Wohnort gab es insgesamt 348. Im verarbeitenden Gewerbe gab es einen Betrieb, im Bauhauptgewerbe zwei Betriebe. Zudem bestanden im Jahr 1999 32 landwirtschaftliche Betriebe mit einer landwirtschaftlich genutzten Fläche von 686 ha, davon waren 275 ha Ackerfläche und 411 ha Dauergrünfläche.

### Bildung
Es gibt folgende Einrichtungen (Stand: 1999):
- 100 Kindergartenplätze mit 66 Kindern
- eine Volksschule mit elf Lehrern und 232 Schülern

## Persönlichkeiten

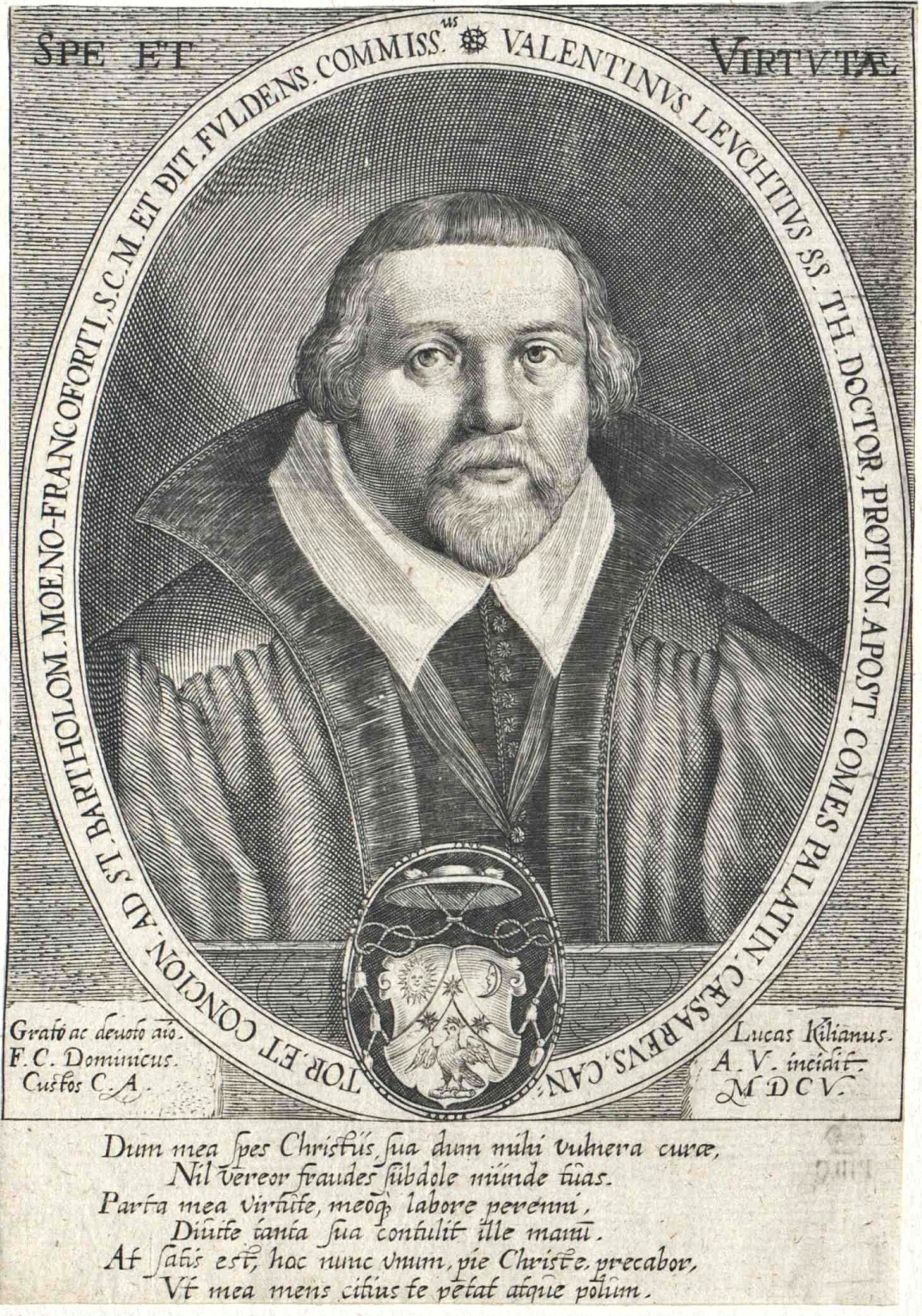
Valentin Leucht, 1605

- Valentin Leucht (um 1550–1619), katholischer Priester, Theologe, Buchautor, kaiserlicher Hofpfalzgraf und kaiserlicher Bücherkommissar
- Philipp Braun (1654–1735), Geistlicher, Theologe und Kirchenrechtler sowie Generalvikar von Würzburg
- Josef Eckert (1854–1908 oder 1909), Wiesentechniker
- Otto Zwierlein (* 1939), Professor, Philologe
- Hans Hemmert (1960–2025), Künstler/Bildhauer